# Garáb
Garáb é um município da Hungria, situado no condado de Nógrád. Tem 8,2 km² de área e sua população em 2015 foi estimada em 48 habitantes.